# ناحیه پیکسلی، شهرستان کلی، ایلینوی
ناحیه پیکسلی، شهرستان کلی، ایلینوی (به انگلیسی: Pixley Township) یک منطقهٔ مسکونی در ایالات متحده آمریکا است که در شهرستان کلی، ایلینوی واقع شده‌است. ناحیه پیکسلی ۵۸۹ نفر جمعیت دارد و ۱۳۸ متر بالاتر از سطح دریا واقع شده‌است.